# 高锰酸铯
高锰酸铯是铯的高锰酸盐，化学式 CsMnO
4。

## 制备
高锰酸铯可以由高锰酸钾和硝酸铯反应而成。
{\displaystyle {\ce {CsNO3 + KMnO4 ->KNO3 + CsMnO4 v}}}

## 性质

### 物理性质
高锰酸铯可溶于水，在 1 °C 下的溶解度是 0.97 g/L，19 °C 下是2.3 g/L，而 59 °C 12.5 g/l。 它的晶体结构是正交晶系 ，与高锰酸铷、高锰酸铵和高锰酸钾一样。

### 化学性质
类似高锰酸钾，高锰酸铯的两部分解会形成锰酸铯中间体。它会分解成二氧化锰、氧化铯和氧气。 分解温度在 200 和 300 °C 之间
{\displaystyle {\ce {10CsMnO4 -> 3Cs2MnO4 + 7MnO2 + 2Cs2O + 6O2 ^}}}
{\displaystyle {\ce {2Cs2MnO4 -> 2MnO2 + 2Cs2O + O2 ^}}}
总反应：
{\displaystyle {\ce {4CsMnO4 -> 4MnO2 + 2Cs2O + 3O2 ^}}}